# Villaz FR
| FR ist das Kürzel für den Kanton Freiburg in der Schweiz. Es wird verwendet, um Verwechslungen mit anderen Einträgen des Namens Villaz zu vermeiden. |

Villaz ist eine Gemeinde im Kanton Freiburg, Schweiz.
Sie entstand auf den 1. Januar 2020 aus den bisherigen Gemeinden Villaz-Saint-Pierre (BFS-Nr. 2111) und La Folliaz (BFS-Nr. 2116).
Am ursprünglichen Fusionsprojekt waren ausserdem die Gemeinden Châtonnaye (BFS-Nr. 2068) und Torny (BFS-Nr. 2115) beteiligt.